# Muraveika
Muraveika (en rus: Муравейка) és un poble del krai de Primórie, a l'Extrem Orient de Rússia, que en el cens del 2010 tenia 314 habitants.